# Pradiumna

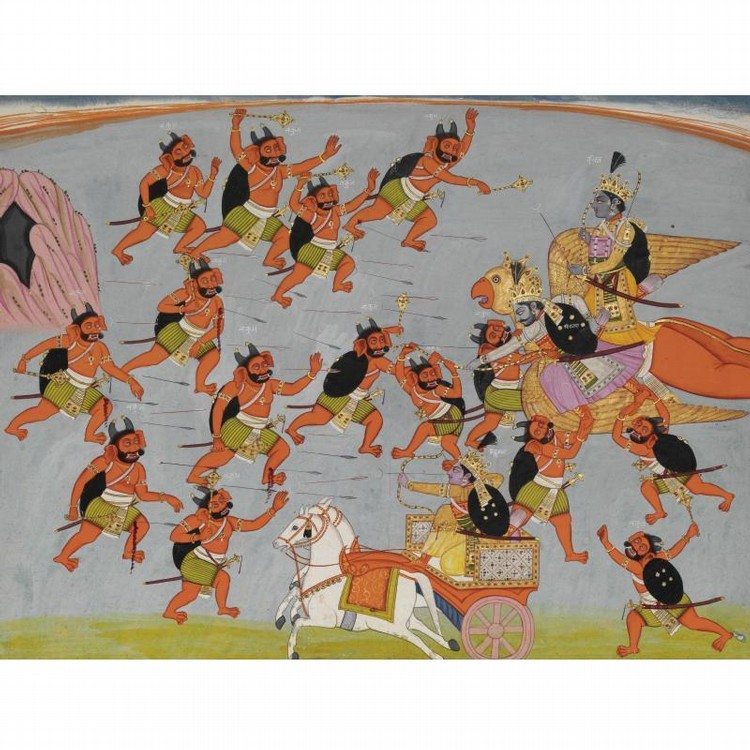
Pradiumna ―montado sobre su vájana (vehículo), un cuco― y su padre Krisná ―conduciendo su cuadriga de caballos blancos― derraman una lluvia de flechas sobre el ejército del asura Nikumbha.
Acuarela opaca y oro sobre papel, ilustración de una edición de 1820 del Majábharata (siglo III a. C.).

En el marco de la mitología hinduista, Pradiumna es el nombre de uno de los 161 080 hijos del mítico rey-dios Krisná con la reina Rukminí (una de sus 16 108 esposas).

## Nombre sánscrito
- pradyumna, en el sistema AITS (alfabeto internacional para la transliteración del sánscrito).[1]
- प्रद्युम्न, en escritura devanagari del sánscrito.[1]
- Pronunciación:
  - /pradiumná/ en sánscrito[1] o bien
  - /prodiúmn/ en varios idiomas modernos de la India (como el bengalí, el hindí, el maratí o el palí).
- Etimología: ‘el preeminentemente poderoso’:[1]
  - pra: en pro, que aumenta, preeminente; cognado de la palabra griega pro;
  - diumná:
    - esplendor, gloria, majestad, poder, fuerza; según el Rig-veda (el texto más antiguo de la India, de mediados del II milenio a. C.), el Átharva-veda y el Majábharata 1.6406;
    - entusiasmo, inspiración; según el Rig-veda y el Vayasaneii-samjitá;
    - riqueza, posesión (igual a la palabra dhana); según el Naighantuka 2.10 (comentado por Iaska) y el Dasha-kumara-charita;
    - alimento; según lexicógrafos (tales como Amara Simja, Jalaiuda, Jema Chandra, etc.).

Pradiumna es la única palabra en idioma sánscrito (escrito con letra devanagari) que posee las tres letras conjuntas (conocidas como yada-aksara).

## Otros significados de Pradiumna
- Pradiumna: uno de los chatur-viuja del dios hinduista Visnú. Este concepto de cuatro avatares principales de Visnú apareció recién en el Vaiú-purana (en los primeros siglos de la era común). Algunos hinduistas creen que el Pradiumna hijo de Krisná era un avatar del Pradiumna que es expansión de Visnú, pero según la opinión de los Gosuamis de Vrindavan (siglo XVI), el hijo de Krisná es avatara de un dios del tipo yivá-tattua (calidad de alma), mientras que la expansión de Visnú es un dios del tipo visnú-tattua (calidad de Dios).
  - Pradiumna es, por lo tanto, uno de los nombres del dios Visnú.
  - Pradiumna es uno de los 24 késhava namas (nombres de [el dios] Késhava), que se utiliza al realizar las recitaciones rituales en la mayoría de los puyas (adoraciones).
- Pradiumna: nombre del hijo de Sankarshan (Balarám, el hermano de Krisná), al que se identifica como avatar de Sanat Kumara; según la literatura kaviá;[1]
- Pradiumna: el complaciente (igual a la palabra kāma); según el Su-bháshita-vali;[1]
- Pradiumna: el intelecto (igual a la palabra manas); según el erudito Shankarácharia (788-820);[1]
- Pradiumna: nombre de un hijo de Chaksusá Manu (el sexto Manu) con su esposa Nad-Vala; según el Bhagavata-purana;[1]
- Pradiumna: nombre de un rey; según el Katha-sarit-ságara;[1]
- Pradiumna: nombre de varios escritores y maestros; según catálogos (?);[1]
- Pradiumna: nombre de una montaña; según el Raya-taranguini;[1]
- Pradiumna: nombre de un río; según el Rayataranguini.[1]

## Leyendas sobre Pradiumna
En la literatura sánscrita, su nombre aparece mencionado por primera vez en el Majábharata (texto épico-religioso del siglo III a. C.). En textos anteriores no hay ninguna mención a este personaje ni a sus leyendas (lo mismo que sucede con su padre, el dios Krisná).
Las leyendas de Pradiumna aparecen contadas con alguna extensión en el Bhagavata-purana (siglo XI).
En la era treta-iugá, el travieso y eternamente joven Kámadeva ―el dios del amor― intentó interrumpir la meditación del irritable dios Shivá, en los Himalayas. Como no lograba distraerlo, le envió a la primera de sus dos hermosas esposas ―Rati y Priti― para que lo sedujera. Mediante manoseos, ella logró romper la meditación de Shivá, quien despertó iracundo y con su mirada incendió a Kámadeva y lo convirtió en cenizas. Después bendijo a la arrepentida Rati, y le prometió que su esposo Kámadeva obtendría un nuevo cuerpo como Pradiumna, hijo del dios Krisná, y ella se convertiría en hija del rey Bhimkaraya y se volvería a casar con su esposo en ese nuevo cuerpo.
De esta manera, Pradiumna reencarnó como hijo del rey Krisná con la reina Rukminí (una de sus 16 108 esposas) en la ciudad de Duarka, construida frente a las costas de Guyarat, en el litoral occidental de la India, sobre el océano Índico (donde en la actualidad se encuentra la ciudad de Dwarka).
De esta manera, Pradiumna era nieto ―tras 61 generaciones― de Adi Naraian.[cita requerida]
Cuando Pradiumna tenía seis días de edad fue secuestrado.
Lo arrojaron al mar, donde lo tragó un gran pez. El pez fue pescado y llevado a la casa del asura Shámbara. Cuando lo abrieron para limpiarle las entrañas, encontraron al niño. Fue entregado para que lo criara una de las esposas de Shámbara, llamada Maiavati o Maia Devi.
El sabio volador Narada llegó al lugar y le informó a Maiavati acerca de la verdadera identidad del bebé, por lo que ella lo cuidó con especial atención.
Cuando Pradiumna superó la pubertad, Maiavati se enamoró de él.
Ella le pidió que matara a su padre Shámbara y la hiciera su esposa. Ante la negativa de él, ella le dijo que él no era hijo de Shámbara sino de Krisná. También le dijo que muchos años antes, el sabio Nárada le había profetizado a Shámbara que estaba destinado a ser matado por Pradiumna, y que por eso lo había secuestrado y había tratado de matarlo arrojándolo al mar. Entonces Pradiumna retó a Shámbara a luchar, y tras largos esfuerzos lo asesinó. Después tomó a Maiavati como mujer.
Pradiumna y Maiavati viajaron hasta el reino de Krisná, en la isla de Duarka, donde fueron recibidos por Krisná, quien reconoció en Pradiumna a su hijo secuestrado. Le dio un palacio para vivir, y sirvientes.
En una de sus incursiones bélicas, Pradiumna llegó hasta el territorio del reyezuelo Bhimaka-Sena Naraian. Pradiumna se enamoró de la hija de este, Rati, y la secuestró. En Duarka tuvieron varios hijos, el primogénito de los cuales fue Aniruddha.
Pradiumna y Aniruddha murieron asesinados durante una riña en la corte del rey Krisná, en la ciudad de Duarka. Miles de iádavas (los hijos y nietos de Krisná), alcoholizados, se mataron entre sí, «para aliviar a la Tierra de su peso», y después la isla se hundió.